# Carelli Gábor
Carelli Gábor (eredeti neve Krausz Gábor Pál) (Budapest, 1915. március 10. – New York, 1999. január 22.) magyar származású amerikai operaénekes (lírai tenor). Pályáját Krausz Gábor néven kezdte, 1938. június 1-jén vette fel a Carelli nevet. 1939-ben a firenzei opera Bohémélet előadásán debütált az új vezetéknévvel.

## Élete
Édesapja, dr. Krausz Béla ügyvéd útmutatása alapján jogi tanulmányokat folytatott, de a szülők nem zárkóztak el a zenei pálya elől sem, mert édesanyja dr. Lichtenberg Emil kórusában énekelt, de hegedűn is jól játszott. Bécsi próbaéneklések alapján atyai áldást kapott.
1924 és ’32 között a világnak sok zenészt adó Markó utcai gimnázium diákja volt. Az osztályünnepségeken rendszeresen énekelt nápolyi dalokat. 1932-től Lichtenberg tanácsára dr. Székelyhidy Ferencnél tanult énekelni. Néhány hónapot járt a Zeneakadémiára (1934. szeptember–1935. február). Első nyilvános fellépése (egy brünni próbakoncert után) még Krausz Gábor néven Ferencsik János egyik Mozart-hangversenyén volt a Lipótvárosi Casinóban 1935. november 23-án, amikor a Varázsfuvola egyik Tamino-áriáját énekelte. 1936-tól 1939-ig Rómában végezte zenei tanulmányait. Felfedező mestere Beniamino Gigli olasz tenor volt. A második világháború fenyegetettségei elől Amerikába költözött. A kezdeti esztendőkben kis társulatokkal énekelt, rendezett különböző városokban. Egy sikeres dallasi fellépés után jött az első nagy szerep a Falstaffban, Arturo Toscanini vezényletével, az NBC szimfonikus zenekarával. 1950-től a New York-i operaházba szerződtették, ahol hosszú ideig a legtöbbet foglalkoztatott tenoristának számított.
Évtizedeken át tanított a manhattani School of Music zenei főiskolán. Az ötvenes években nem jöhetett Magyarországra, de 1960-tól ismét szerepelt Budapesten. A Magyar Rádióban évtizedekkel ezelőtt nagy érdeklődést kiváltott műsorsorozata volt az opera történetéről. 1997 áprilisában látogatott utoljára Magyarországra.

## Szerepei
- Samuel Barber: Antonius és Kleopátra – Cæsar katonája [az ősbemutatón]
- Alban Berg: Wozzeck – Kapitány
- Benjamin Britten: Peter Grimes – Bob Boles
- Pjotr Iljics Csajkovszkij: A pikk dáma – Csaplickij
- Gaetano Donizetti: Lammermoori Lucia – Lord Arthur Bucklaw; Normann
- Gaetano Donizetti: Don Pasquale – Ernesto; Jegyző
- Umberto Giordano: André Chénier – Abbé
- Leoncavallo: Bajazzók – Beppe
- Jules Massenet: Manon – Guillot
- Gian Carlo Menotti: Az utolsó barbár – Költő [az amerikai bemutatón]
- Wolfgang Amadeus Mozart: Don Juan – Don Ottavio
- Wolfgang Amadeus Mozart: Figaro hazassága – Don Basilio; Don Curzio
- Wolfgang Amadeus Mozart: A varázsfuvola – Tamino; Első pap
- Muszorgszkij: Borisz Godunov – A falu bolondja; Hruscsov; Egy udvari bojár
- Amilcare Ponchielli: La Gioconda – Énekes
- Giacomo Puccini: Manon Lescaut – Lampagyújtogató
- Giacomo Puccini: Bohémélet – Rodolphe
- Giacomo Puccini: Pillangókisasszony – Pinkerton
- Giacomo Puccini: Tosca – Cavaradossi
- Giacomo Puccini: A Nyugat lánya – Trin
- Giacomo Puccini: Gianni Schicchi – Rinuccio
- Giacomo Puccini: Turandot – Pong
- Gioachino Rossini: A sevillai borbély – Almaviva gróf
- Camille Saint-Saëns: Sámson és Delila – Első filiszteus; A filiszteusok hírnöke
- Ifj. Johann Strauss: A denevér – Alfred; Dr. Blind
- Ifj. Johann Strauss: A cigánybáró – Ottokar
- Richard Strauss: Salome – Egy zsidó
- Richard Strauss: A rózsalovag – A tábornagyné udvarmestere; Faninal udvarmestere; Vendéglős; Állatkereskedő
- Richard Strauss: Arabella – Elemér gróf
- Richard Strauss: Ariadné Naxosz szigetén – Brighella; Tiszt
- Giuseppe Verdi: A trubadúr – Ruíz; Hírnök
- Giuseppe Verdi: Rigoletto – Mantuai herceg; Borsa
- Giuseppe Verdi: La Traviata – Alfred Germont; Gaston
- Giuseppe Verdi: Álarcosbál – Inas
- Giuseppe Verdi: Don Carlos – Lerma gróf
- Giuseppe Verdi: Otello – Roderigo
- Richard Wagner: Lohengrin – Egy nemes
- Richard Wagner: A nürnbergi mesterdalnokok – Moser
- Richard Wagner: Parsifal – Első Grál-lovag; Negyedik fegyvernök

## Önéletrajza
- Utam a Metropolitanbe; sajtó alá rend. Sarlós Zsuzsa; Zeneműkiadó, Budapest, 1979 ISBN 963330315X